# كوليا بيضاء
كوليا بيضاء (الاسم العلمي:Colea alba) هو نوع من النباتات يتبع جنس الكوليا من الفصيلة البنيونية.